# Ichneumon grandicornis
Ichneumon grandicornis là một loài tò vò trong họ Ichneumonidae.